# Poder Ejecutivo Nacional (Venezuela)
El Poder Ejecutivo Nacional en Venezuela es representado por el presidente de la República, el vicepresidente Ejecutivo, los ministros, el procurador general de la República y los demás funcionarios que determinen la Constitución y las leyes.
El presidente de la República, el Vicepresidente Ejecutivo y los Ministros, reunidos conjuntamente, integran el Consejo de Ministros. El presidente de la República Bolivariana de Venezuela es el Jefe del Estado y del Ejecutivo Nacional, en cuya condición dirige la acción del Gobierno.

## Estructura

### Presidente de la República
Es el máximo órgano del poder ejecutivo nacional y cumple funciones de jefe de Estado, jefe de Gobierno, comandante en jefe de la Fuerza Armada Nacional Bolivariana, director de las relaciones exteriores de la República, jefe de la Administración Pública Nacional y jefe de la Hacienda Pública Nacional.
El período presidencial es de seis años; aparte, puede ser reelegido de forma continua para periodos adicionales, en elecciones generales, universales, secretas y directas. Los requisitos para ser Presidente de la República son los siguientes:
- Se requiere ser venezolano por nacimiento, sin otra nacionalidad.
- Ser mayor de 30 años
- Ser de estado seglar
- No estar sometido a condena mediante sentencia definitivamente firme.

#### Atribuciones
Las atribuciones del Presidente de la República: 
- Cumplir y hacer cumplir la legislación de Venezuela
- Nombrar y destituir al Vicepresidente Ejecutivo, así como nombrar y destituir a los Ministros.
- Dirigir las relaciones exteriores de la República; celebrar y ratificar los tratados, convenios o acuerdos internacionales.
- Dirigir la Fuerza Armada Nacional Bolivariana en su carácter de Comandante en Jefe, ejercer la suprema autoridad jerárquica de ella y fijar su contingente.
- Declarar los estados de excepción y decretar la restricción de garantías en los casos previstos en la Constitución.
- Administrar la Hacienda Pública Nacional.
- Nombrar y destituir aquellos funcionarios cuya designación le atribuye la legislación.
- Convocar y presidir el Consejo de Defensa de la Nación.

#### Faltas del Presidente
Son faltas absolutas del Presidente de la República:
- La muerte.
- Su renuncia.
- La destitución decretada por sentencia del Tribunal Supremo de Justicia.
- Incapacidad física o mental permanente certificada por una junta médica designada por el Tribunal Supremo de Justicia y con aprobación de la Asamblea Nacional.
- La revocatoria popular de su mandato, mediante Referéndum Revocatorio.

El presidente de la República deberá rendir cuentas ante la Asamblea Nacional una vez al año, así como presentar los resultados de gestión y la contabilidad pública.

### Vicepresidente Ejecutivo de la República
Es un órgano constitucional del Poder Ejecutivo Nacional, designado por el presidente de la República. Entre sus funciones está la de colaborar con el Jefe de Gobierno en actos de importancia para el país, asumir el cargo de Presidente de la República en caso de ser necesario y en casos previstos por la ley. Es además el órgano que preside el Consejo de Estado y el Consejo Federal de Gobierno.
El cargo de Vicepresidente Ejecutivo de la República es de libre nombramiento y remoción por parte del Presidente de la República. 

### Ministros
Los Ministros son órganos directos del Presidente de la República, y reunidos conjuntamente con este y con el Vicepresidente Ejecutivo, integran el Consejo de Ministros.

### Procuraduría General de la República
La Procuraduría General de la República tiene entre sus funciones asesorar, defender y representar judicial y extrajudicialmente los intereses patrimoniales de la República y será consultada para la aprobación de los contratos de interés público nacional. Está a cargo del procurador general de la República, propuesto por el presidente de la República, y nombrado y ratificado por la Asamblea Nacional. Asiste y forma parte del Consejo de Ministros, con voz pero sin voto.

### Consejo de Estado
El Consejo de Estado es el órgano superior de consulta del Gobierno y de la Administración Pública Nacional. Será de su competencia recomendar políticas de interés nacional en aquellos asuntos en los que el presidente de la República reconozca de especial trascendencia y requiera su opinión.

### Consejo Federal de Gobierno
Es el órgano encargado de la coordinación y la planificación de políticas y transferencia de competencias del Poder Nacional a los Estados y Municipios.

### Otros órganos ejecutivos
Al mismo tiempo, existen otros encargados de organismos públicos que conforman el Poder Ejecutivo Nacional, pero que no poseen rango ministerial:
| Organismo                               | Descripción |
| Gobierno del Distrito Capital           | Ejerce la administración de los órganos y funcionarios de la Administración del Distrito Capital, además, la dirección, coordinación y control de los organismos de su gobierno. Designado por el presidente de la República. |
| Gobierno del Territorio Insular Miranda | Ejerce la administración de los órganos y funcionarios de la Administración del Territorio Insular Francisco de Miranda, además, la dirección, coordinación y control de los organismos de su gobierno. Designado por el presidente de la República. |
| Banco Central de Venezuela              | Es un organismo responsable, como principal autoridad económica, de velar por la estabilidad monetaria y de precios de Venezuela. Posee autonomía para la formulación y el ejercicio de las políticas de su competencia y tiene rango constitucional desde la Constitución de 1999. Este cargo es designado por la Asamblea Nacional de Venezuela, y propuesto por el Presidente de la República. |

## Gabinetes Ejecutivos por Presidente
- Gabinete de Hermógenes López
- Gabinete de Cipriano Castro
- Gabinete de Eleazar López Contreras
- Gabinete de Isaías Medina Angarita
- Gabinete de Rómulo Gallegos
- Gabinete de Marcos Pérez Jiménez
- Gabinete de Rómulo Betancourt
- Gabinete de Raúl Leoni
- Gabinete de Luis Herrera Campins
- Gabinete de Jaime Lusinchi
- Gabinete de Carlos Andrés Pérez
- Gabinete de Ramón José Velásquez
- Gabinete de Rafael Caldera
- Gabinete de Hugo Chávez
- Gabinete de Pedro Carmona
- Gabinete de Nicolás Maduro
- Ministerios del Poder Popular de Venezuela
- Centro de Gobierno (Venezuela) (Gabinete de la presidencia interina de Juan Guaidó)